# Parihaspur

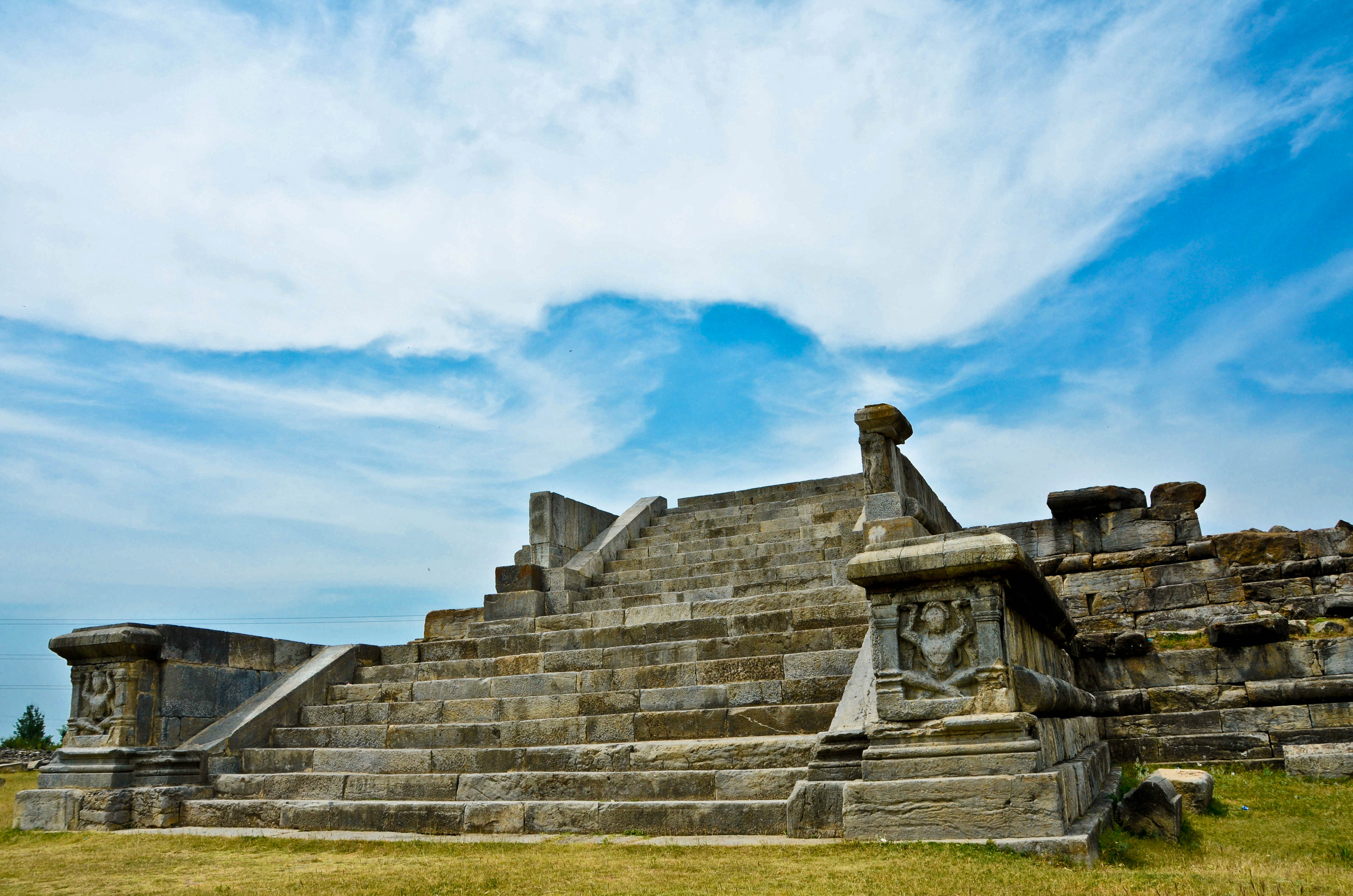
Parihaspur – Tempel- oder Stupa-Treppe

Parihaspur (auch Paraspore oder Paraspur; Hindi परिहासपुर, Kaschmiri پرہاسپور – پرس پور) war die von Lalitaditya-Muktapida (reg. ca. 723–760) gegründete ehemalige Hauptstadt von Kaschmir.

## Lage

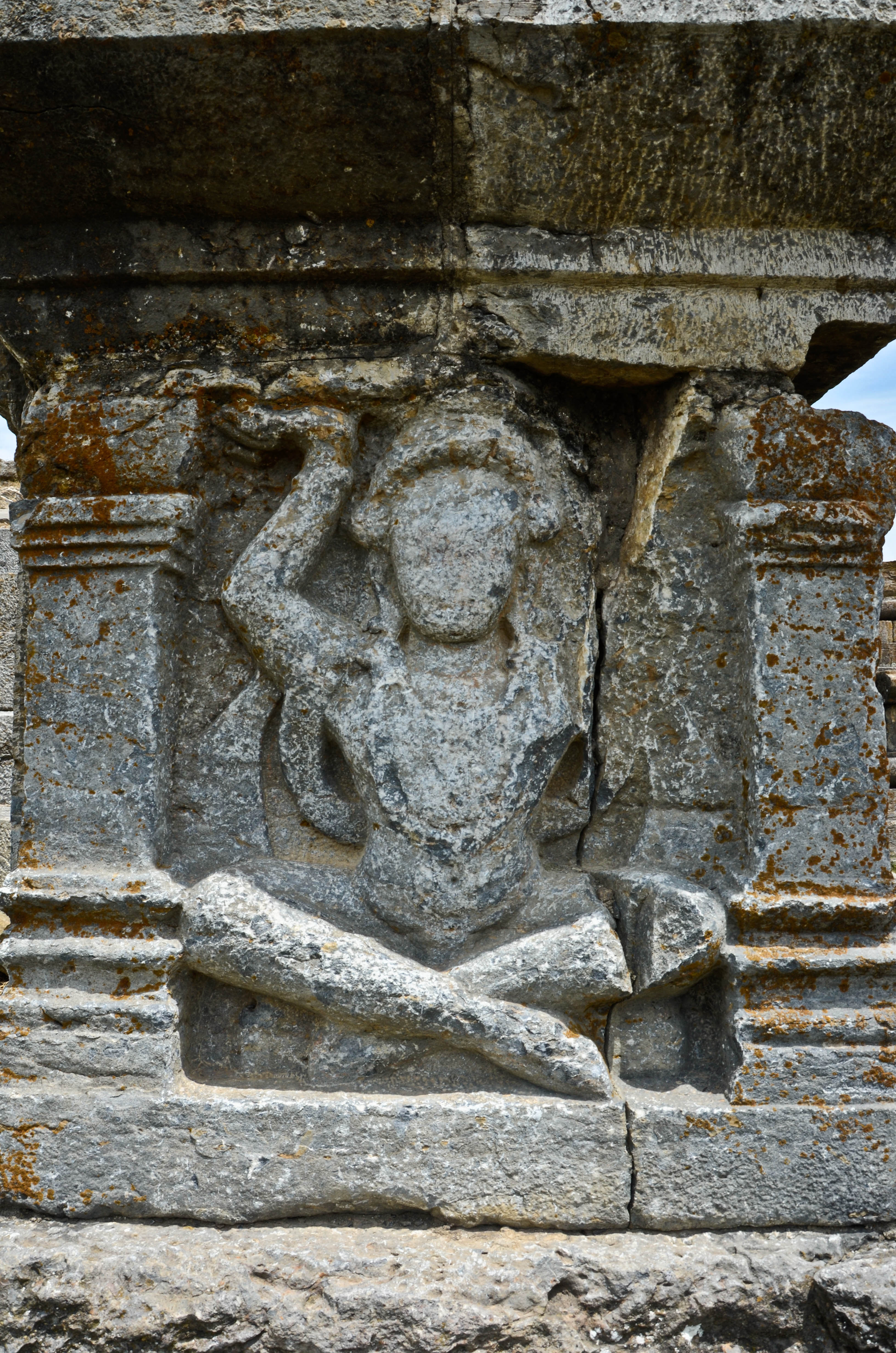
Parihaspur – Atlant

Der kleine heutige Ort Parihaspur liegt in einer Höhe von ca. 1850 m gut 20 km (Fahrtstrecke) nordwestlich der Stadt Srinagar im Kaschmirtal im heutigen Distrikt Baramulla im nordindischen Unionsterritorium Jammu und Kaschmir. Der Fluss Jhelam fließt nur etwa 3 km nordöstlich an der Ruinenstätte vorbei.

## Geschichte
Nach seinem Aufstieg zur Macht gründete König Lalitaditya-Muktapida die Stadt und ließ – gemäß der ca. 400 Jahre später geschriebenen Chronik Kalhanas – vier reich ausgestattete Tempel und seine Residenz erbauen. In der zweiten Hälfte des 9. Jahrhunderts wurden die Hauptstadt und der Flusslauf des Jhelam weiter nach Nordosten verlegt, woraufhin Parihaspur nahezu verlassen wurde. Im Zuge von Thronstreitigkeiten wurden die Stadt und ihre Tempel Ende des 11. Jahrhunderts in Brand gesetzt. Ende des 14. oder zu Beginn des 15. Jahrhunderts versetzte Sultan Sikandar Butshikan der Stadt den Todesstoß.

## Heutige Bedeutung
Ähnlich wie die ca. 78 km südöstlich gelegene Ruine des Sonnentempels von Martand dient die archäologische Stätte von Parihaspur als Beweis für die frühe Anwesenheit des Buddhismus und des Hinduismus im Kaschmirtal und somit vielen Indern als Rechtfertigung für die Kontrolle über die größtenteils von Moslems bewohnte Region.

## Archäologische Stätte
Die steinernen Fundamente dreier größerer Gebäude sind noch erhalten; am eindrucksvollsten ist der in Teilen rekonstruierte Unterbau eines Tempels oder eines Stupa. Zu beiden Seiten des Treppenaufgangs befinden sich figürliche Atlantenreliefs. 